# Seychelles en los Juegos Olímpicos de Londres 2012
Seychelles estuvo representado en los Juegos Olímpicos de Londres 2012 por seis deportistas, cuatro hombres y dos mujeres, que compitieron en cuatro deportes.
El portador de la bandera en la ceremonia de apertura fue el yudoca Dominic Dugasse. El equipo olímpico seychellense no obtuvo ninguna medalla en estos Juegos.